# Hopfällbar cykel

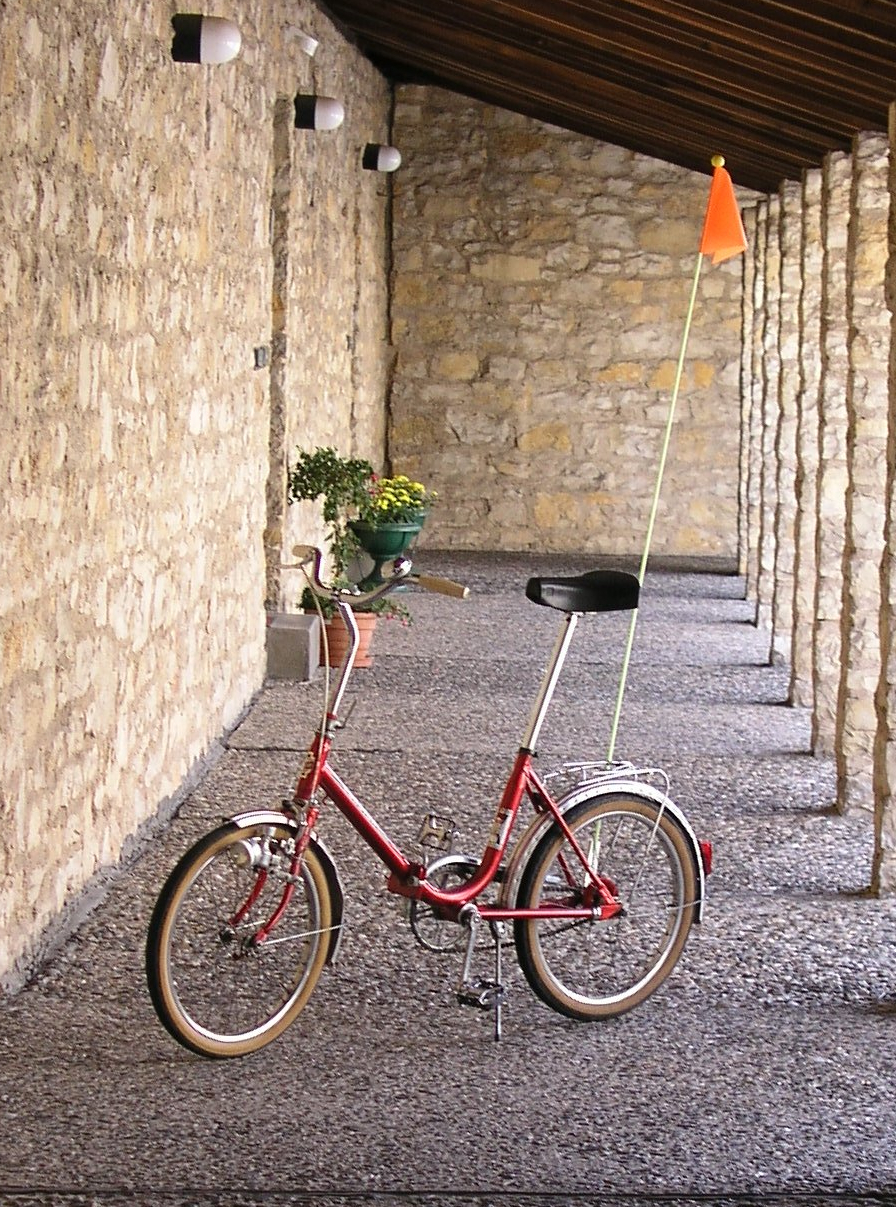
Typisk hopfällbar cykel från 1970-talet.

Hopfällbara cyklar, vikbara cyklar eller vikcyklar är cyklar med speciella ramar med gångjärn eller andra länkmekanismer som gör att cykeln kan fällas ihop till mindre mått. De delbara cyklarna ger användaren möjlighet dela cykeln till två separata enheter.
Det finns huvudsakligen tre typer av vikcyklar. Det vanligaste är att den viks på mitten. En modernare konstruktion är att bakhjulet fälls under ramen. En tredje variant fälls ihop likt ett paraply.

## Historia och utveckling
De första hopfällbara cyklarna började serietillverkas under 1890-talets slut, dock i mindre skala. Vissa större cykeltillverkare på den internationella marknaden saluförde sin egen variant, bland andra Humber, Peugeot och Styria. De sistnämnda var vikbara och främst menade för militärt bruk medan Humbers delbara var avsedd för en förmögen ägare på resa. Humbercykelns delar förvarades i en specialtillverkad väska. Nyttan av dessa vik- och delbara cyklar var dock inte stor och modellen fick inget allmänt genomslag och lades ned efter hand.
Under första världskriget, kring 1915, tillverkades en vikbar cykel av BSA avsedd för engelska armén. BSA tillverkade även moderniserad militär variant för andra världskriget. I övrigt var hopfällbara cyklar inte på modet i världen förrän vid 1960-talets slut.

### Efterkrigstiden
Bilens mer allmänna användande gav tillverkaren Nymanbolagen i Uppsala idén att tillverka en delbar cykel (Crescent) för bilisten. Med delbar ram och mindre hjul fick cykeln plats i bagageutrymmet. Dessa Nymancyklar slog inte och existerade enbart mellan cirka 1957 och 1959. Tillverkaren Rex gjorde under samma tid sin egen variant (vikbar) för bilisten kallad Vik-i-hop som lades ner först 1964.
Tiden för en låghjuling var dock på väg med Alex Moultons första konstruerade låghjuling i handeln under 1962. Den nydanande cykelkonstruktionen väckte uppmärksamhet i främst England och fick på några år ett rejält uppsving.
Under utställningen Fritid 66 för 1967 års säsong i Stockholm uppmärksammades låghjulingen, senare kallad Minicykel, och intresset för dessa cykelmodeller växte. Den engelska cykeln Raleigh RSW 16 samt Monark Petit och Crescent Mini lanserades på bred front i Sverige. På något år hade snart sagt alla svenska tillverkare sin egen eller någon importerad variant av låghjuling till salu, där många av dessa var delbara eller vikbara.
Dessa cyklar var inte så bra att cykla på, vilket gjorde att intresset sakta avtog de efterföljande åren. Mot mitten av 1970-talet återstod i princip enbart de importerade cyklarna som vikbara eller delbara låghjulingar. En del av dessa konstruktioner var mindre lämpade för hård cykling och ovarsam hantering. Ramar brast och cyklarna vek sig under cykelturen vilket minskade intresset ytterligare. Bristningar i ramkonstruktionen löstes i och för sig med olika förstärkningar men modellen var inte längre modern.
Ett nytt säkerhetstänkande ledde till att omdömen för cyklar med konstruktionsbrister och utstickande vred, som vik- och delbara cyklar har, blev negativa från myndighetshåll. En del av dessa cyklar med kvalitetsbrister finns ändå i trafik i dag. De utländska tillverkarna slutade inte att tillverka dessa cyklar som fram till idag utvecklats i takt med modern teknik och med flera växlar.[källa behövs]

### Nutid
Sedan åttiotalet har det kommit en ny generation vikcyklar avsedda för pendling eller flerdagars turcykling på annan ort. En del av turcyklarna är isärtagbara snarare än vikbara.
De moderna vikcyklarna fälls i allmänhet genom att bakhjulet fälls under ramen. Framhjulet viks sedan parallellt med ramen. Cykeln blir därför mindre i hopfällt läge jämfört med en cykel som viks på mitten. Några som tillverkar sådana cyklar är engelska Brompton och Mezzo, tyska Birdy och kanadensiska GoBike.
När Bromptoncykeln är vikt hålls det vikta paketet ihop av sig självt och är därför lätt att bära. Kedjan hamnar mitt i paketet, skyddad för kläder. Brompton är lämpliga som pendlingscyklar där en del av resan sker exempelvis med pendeltåg. Brompton började tillverkas på 1980-talet och har utvecklats sen dess. Den anses vara den mest genomtänkta pendlarcykeln bland fällbara cyklar, som bäst väger ihop olika prioriteringar.
Birdy och GoBike bygger på samma idé med bakhjul som fälls under ramen. De har något större hjul, fjädring fram och bak, och fler inställningsmöjligheter. Därför lämpar de sig bättre än Brompton för längre turer, men är däremot mer komplicerade att vika ihop samt tar större plats.
Till skillnad från Brompton, Birdy och GoBike har Mezzo ingen fjädring alls. Den har färre specialdelar, och är därför ekonomisk på längre sikt. Den har också självlåsande gångjärn som snabbar uppfällningen.
Världens största tillverkare av fällcyklar är Dahon i Kalifornien. Deras cyklar viks på mitten och är billigare än de europeiska, blir inte lika små i hopfällt läge, och vissa modeller lämnar kedjan oskyddad mot kläder. Men de håller god kvalitet och är ganska lätta.

## Benämning
De cyklar som lanserades på sjuttiotalet kallades för hopfällbara cyklar. Eftersom dagens varianter är bättre på de flesta punkter vill man ibland markera detta genom att använda en annan benämning. En sådan är vikcykel, ibland skämtsamt förkortat viking.

## Cyklingsegenskaper

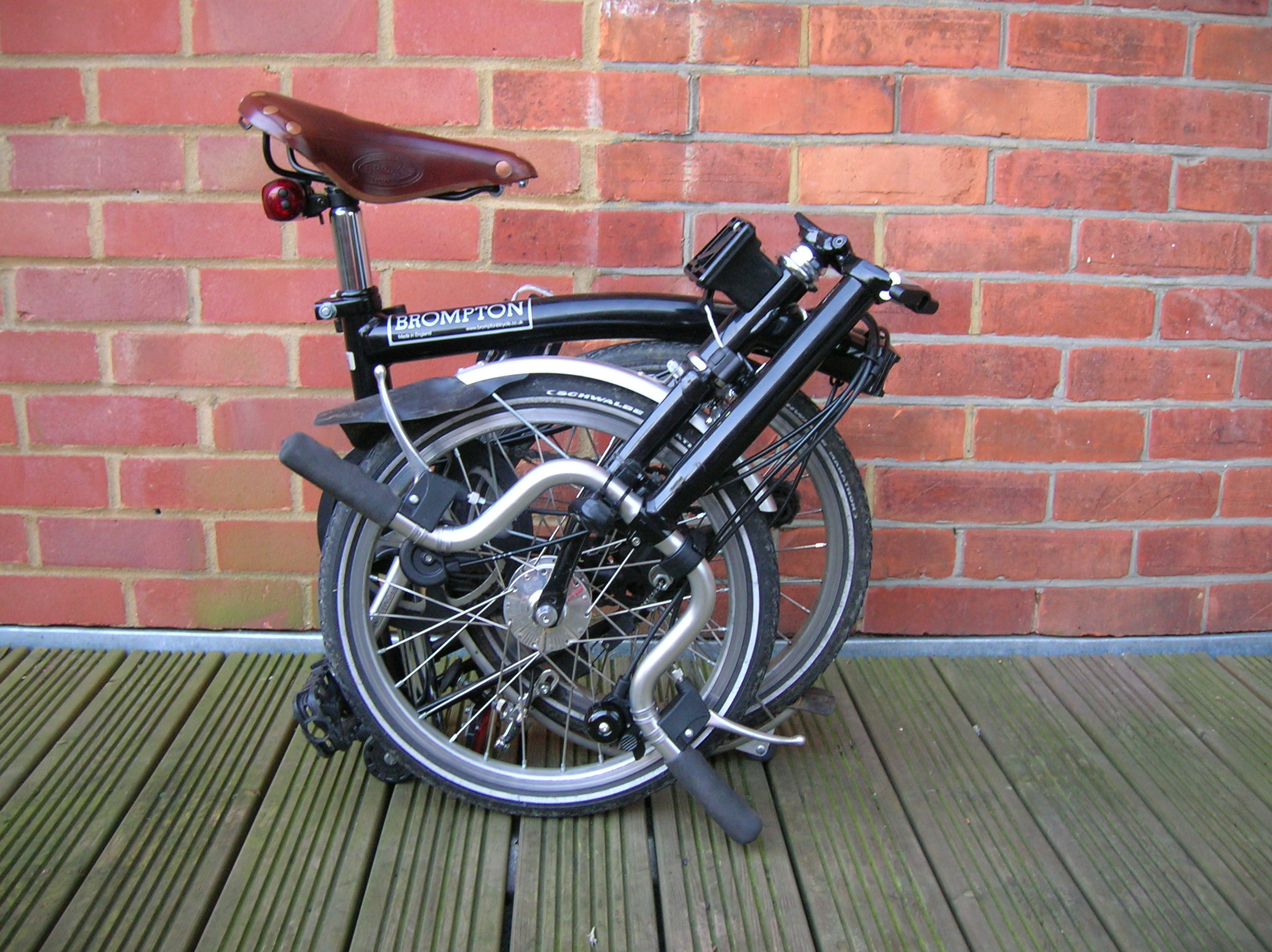
Cykel av märket Brompton i hopfällt tillstånd

Vikbara cyklar finns med alla hjulstorlekar, men de flesta har en hjulstorlek på 16 till 20 tum för att kombinera bra cyklingsegenskaper med liten storlek.
Att små hjul ger dåliga cyklingsegenskaper är en seglivad myt. Kvalitén på cykeln avgör alltid om den är bra eller inte. Vissa minicyklar är roliga att cykla på eftersom de små, lätta och ibland starka hjulen ger god accelerations- och manöverförmåga. Den låga tyngdpunkten bidrar också till en sportigare känsla. Hårdpumpade däck av god kvalitet och viss fjädring krävs för att fördelarna ska komma till sin rätt.
Småhjulingar, eller minicyklar som de också kallas, kräver inte att man trampar extra snabbt om de har lämplig utväxling. 

### Moulton
Småhjulingens egenskaper har särskilt tagits tillvara i Moultoncykeln. Det är en tävlings- och turcykel med samma geometri som vikcyklarna, men den är inte fällbar och har en mer avancerad fjädring. Den innehar flera fartrekord, men kan också ta skrymmande laster genom att ett stort lastutrymme finns ovanför de små hjulen.
På en Moulton slogs världsrekordet 1986 för en opacad cykel i konventionell sittställning . Cykeln och dess förare inneslöts dock av en aerodynamisk kåpa till hjälp för förbättrad aerodynamik. Detta okonventionella ekipage uppnådde 82 km/h.

## Mindre vikcyklar
Vikbara cyklar med ännu mindre hjul än 16 tum har en trekantig ram och viks ihop likt ett paraply. De är ännu lättare att fälla ihop och bära med sig, men har sämre cyklingsegenskaper och ingen möjlighet till flera växlar. De är därför mindre accepterade bland cykelentusiaster. Exempel på dessa är A-bike, och Strida som förbättrats sedan första versionen.